# 簡果蝠
簡果蝠（學名：Haplonycteris fischeri），哺乳綱、翼手目、狐蝠科的單屬種，而與簡果蝠同科的動物尚有多尖齒果蝠屬（懷氏多尖齒果蝠）、錘頭果蝠、飾肩果蝠屬、頸囊果蝠屬等之數種哺乳動物。
1. ↑  Ong, P.; Rosell-Ambal, G.; Tabaranza, B.; Heaney, L.; Duya, P.; Gonzalez, J.C.; Balete, D. & Ramayla, S. . The IUCN Red List of Threatened Species (IUCN). 2008, 2008: e.T9690A13009403  [10 November 2017]. doi:10.2305/IUCN.UK.2008.RLTS.T9690A13009403.en. （原始内容存档于2018-06-02）.